# Куинчинето
Куинчинѐто (на италиански: Quincinetto; на пиемонтски: Quisné, Куисъне) е село и община в Метрополен град Торино, регион Пиемонт, Северна Италия. Разположено е на 295 m надморска височина. Към 1 януари 2020 г. населението на общината е 1028 души, от които 28 са чужди граждани.